# Терезополис
Терезо́полис (порт. Teresópolis) — муниципалитет в Бразилии, входит в штат Рио-де-Жанейро. Составная часть мезорегиона Агломерация Рио-де-Жанейро. Входит в экономико-статистический микрорегион Серрана. Население составляет 150 268 человек на 2007 год. Занимает площадь 770,507 км². Плотность населения — 195,0 чел./км².

## История
Город основан 6 июля 1891 года.

## Статистика
- Валовой внутренний продукт на 2005 год составляет 1 596 477 тысяч реалов (данные: Бразильский институт географии и статистики).
- Валовой внутренний продукт на душу населения на 2005 год составляет 10 717,00 реалов (данные: Бразильский институт географии и статистики).
- Индекс развития человеческого потенциала на 2000 год составляет 0,790 (данные: Программа развития ООН).

## География
Климат местности: горный тропический. В соответствии с классификацией Кёппена, климат относится к категории Cwb.

## Достопримечательности
В Терезополисе расположен национальный парк Серра-душ-Оргауш c самой длинной в Бразилии сетью горных троп, общей протяжённостью около 200 километров.

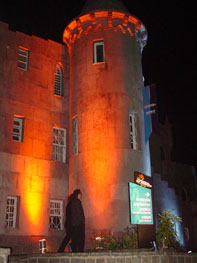
Замок